# Белфорд Рошо
Белфорд Рошо е град в щата Рио де Жанейро, Югоизточна Бразилия. Населението му е 480 555 жители (2007 г.), а площта 79 кв. км. Средната температура е 18 °C. Кръстен е на инженер, който решава проблема с недостига на вода в района през лятото на 1889 г. Намира се в часова зона UTC−3.